# ブラック企業対策プロジェクト
ブラック企業対策プロジェクト（ブラックきぎょうたいさくプロジェクト）は、職場で法が順守される社会、ブラック企業によって若者が使い潰されることのない社会を目指して2013年9月に設立された団体。労働組合、労働NPO、弁護士、生活困窮者支援団体、過労死・自死問題に取り組む団体、精神科医、キャリアカウンセラー、学校関係者、人事コンサルタント、社会保険労務士、ホワイト企業認定、研究者など幅広い層が参加している。

## 概要
ブラック企業による被害の実態についての調査および報告、被害者の法的権利実現のための政策提言、若者に対しブラック企業の具体的な見分け方や対処方法の発信を行う事によって、日本社会からブラック企業をなくすことを目指している。具体的な活動として、求人条件に固定残業代などの労働条件を正確に記載させるよう厚生労働省や経団連などへの要請や、実際の待遇と異なる好条件を示して労働者を集める「求人詐欺」の防止措置を経団連の加盟企業に求める活動等を行っている。

## 活動
- 教育・就職
- 相談
- 福祉・医療
- 人事
- 広報

の5つのユニットがある。

## 参加者

### 共同代表
- 今野晴貴（NPO法人POSSE代表）
- 藤田孝典（NPO法人ほっとプラス代表）
- 棗一郎（弁護士）

### プロジェクトメンバー
- 五十嵐泰正（筑波大学人文社会系准教授）
- 上西充子（法政大学キャリアデザイン学部教授）
- 河邉優子（弁護士）
- 児美川孝一郎（法政大学キャリアデザイン学部教授）
- 小谷野毅（全日本建設運輸連帯労働組合書記長）
- 佐々木亮（弁護士）[4]
- 嶋崎量（弁護士）[4]
- 須田光照（全国一般東京東部労働組合書記長）[4]
- 常見陽平（人材コンサルタント、著述家、大学非常勤講師）
- 戸館圭之（弁護士）[4]
- 新里宏二（弁護士）[4]
- 仁平典宏（東京大学大学院教育学研究科准教授）
- ハリス・鈴木絵美（Change.org日本代表）
- 本田由紀（東京大学大学院教育社会学研究科教授）

他